# حادث قطاري اليونان 2023
وقع حادث قطارين باليونان في مدينة لاريسا في 28 فبراير 2023، وقد أسفر الحادث عن مصرع 58 شخصاً علي الأقل لقوا مصرعهم وأصيب 85 شخصاً أثر حادث القطارين عندما أصطدم قطار ركاب كان يقل مئات الأشخاص وكان بينهم طلاب الجامعات العائدون من العطلة.

## الحادث
اصطدم قطار ركاب كان يقل مئات الأشخاص من بينهم العديد من طلاب الجامعات العائدين من العطلة بسرعة عالية بقطار شحن قادم من شمال اليونان في مدينة لاريسا.

## الضحايا
وقد أسفر الحادث عن مصرع 57 شخصاً واصابة 80 شخصاً وأعلنت الدولة اليونانية الحداد 3 أيام.